# Courtenay Boyle
Courtenay Boyle, (3 septembre 1770 - 21 mai 1844) est officier de la Royal Navy pendant les Guerres de la Révolution française. En 1807, il est député de Bandon.

## Jeunesse

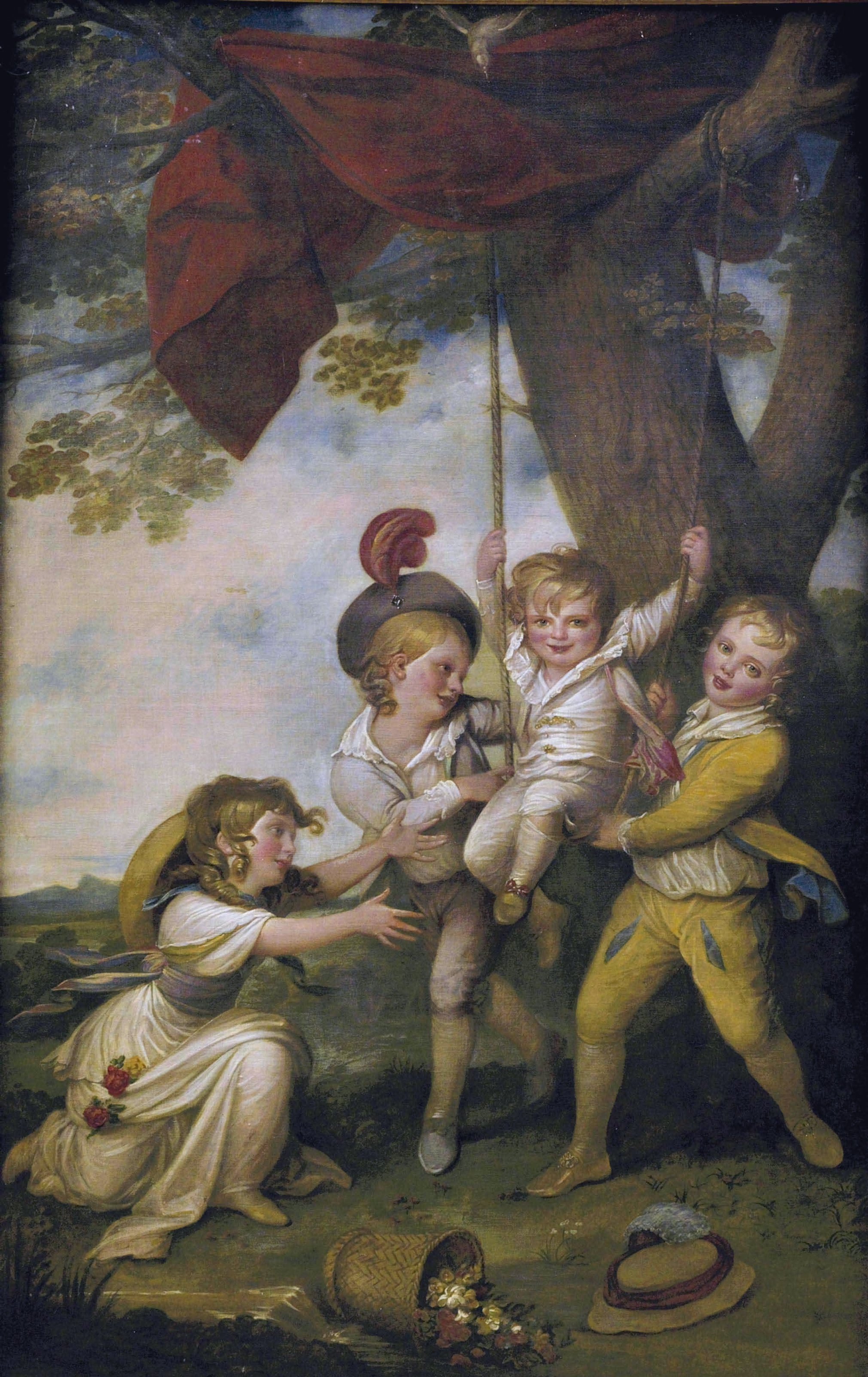
Le jeune Courtenay Boyle est représenté jouant avec ses frères Edmund et Richard, et sa sœur Lucy, dans un tableau de Richard Cosway, vers 1775

Courtenay Boyle est né en 1770, fils d'Edmund Boyle (7e comte de Cork) et de sa première épouse Anne Courtenay, deuxième fille et cohéritière de Kellond Courtenay de Painsford dans la paroisse d'Ashprington dans le Devon, une nièce de John Montagu (4e comte de Sandwich). Courtenay Boyle est un parent du capitaine Charles Boyle, qui commande le HMS Windsor Castle 98 canons HMS Windsor Castle à la bataille du cap Finisterre en 1805. Il est également un parent du commodore Robert Boyle, décédé dans un ouragan au large de la Jamaïque alors qu'il commandait un escadron envoyé aux Antilles.

## Carrière

### Guerre d'indépendance américaine
Boyle part en mer à bord pendant la Guerre d'indépendance des États-Unis, avec le HMS Gibraltar, et revient pour aller à une académie navale à Greenwich. Il entre dans la Royal Navy le 12 septembre 1780, servant d'aspirant à bord de la frégate HMS Latona, commandée par Hyde Parker. Dans ce navire, il est présent à la bataille de Dogger Bank entre l'escadron sous le commandement de Parker Hyde, le père du capitaine du Latone, et une force néerlandaise de l'amiral Johan Zoutman. Quelque temps plus tard, il est tombé des bômes dans l'orlop et est obligé d'aller à terre pour récupérer.
Il rejoint le HMS Goliath et est resté dans ce navire jusqu'au 8 avril 1783, lorsqu'il est envoyé à la Royal Naval Academy de Portsmouth pour terminer ses études nautiques, où il reste jusqu'en mars 1784. Il est nommé sur le HMS Boreas 28 canons sous les auspices d'Horatio Nelson et après avoir visité les Antilles, est retourné à Spithead à l'été 1787. Le HMS Boreas ayant été mis hors service, Boyle est reçu sur la recommandation de Nelson à bord du HMS Barfleur, portant le drapeau de Lord Hood ; et dans ce navire, il continue ses services jusqu'au 25 novembre 1788, date à laquelle il est transféré au HMS Leander, le vaisseau amiral de l'amiral Joseph Peyton, par qui, le 5 juin 1789, est envoyé à bord de la frégate HMS Aquilon, au service de la flotte méditerranéenne. Promu lieutenant le 22 novembre 1790, Boyle sert ensuite à bord du HMS Vanguard. Peu de temps après, il est confirmé au grade de lieutenant et nommé au HMS Roebuck.

### Guerres révolutionnaires françaises
Au début des guerres de la Révolution française en 1793, Boyle s'embarque comme lieutenant à bord du navire de 74 canons de troisième classe de la ligne HMS Egmont. Ce navire, après avoir été installé à Plymouth, est attaché à l'escadron sous le contre-amiral John Gell qui transporte la flotte des Indes orientales à une certaine latitude et a ensuite procédé à une croisière au large des côtes espagnoles. Le 27 mai, il est nommé responsable du Cotre HMS Fox, et peu après Boyle sert à bord des navires de la ligne HMS Excellent et HMS Saturn. Au printemps 1795, il embarque dans le HMS Jupiter 50 canons HMS Jupiter, pour ramener la princesse Caroline de Brunswick de Cuxhaven. Le 6 avril 1795, juste à son retour de ce service, il est promu commandant ; et au cours du mois d'octobre, il reçoit le commandement du brick HMS Kangaroo 18 canons HMS Kangaroo, couché à Deptford.
Boyle est envoyé au large de Texel et de La Corogne pour la protection des paquets anglais, où il détruit plusieurs chaloupes. Peu de temps après son retour chez lui, il reçoit l'ordre de reprendre le Kangourou. Il capture un corsaire français de huit canons et 48 hommes, et le lougre espagnol de 14 canons Purísima Concepción. Peu de temps avant l'expédition française en Irlande pour soutenir les patriotes irlandais, le Kangourou est entraîné par le mauvais temps dans la baie de Bantry et rencontre une flotte française, que Boyle croyait composée de dix-neuf à vingt-deux voiles. Il est promu capitaine le 30 juin 1797. Boyle est nommé au HMS Hyaena au début de 1798, et sert au large de Cherbourg, Saint-Malo et l'île de Has, jusqu'en mars 1799, date à laquelle il est obligé de quitter le commandement de son navire en raison d'une blessure qu'il a subie en naviguant vers Lisbonne. En juin 1799, il est nommé commandant du HMS Cormorant de 24 canons et, après avoir conduit un convoi à Lisbonne et à Gibraltar, il rejoignit l'escadron de Lord Keith à Livourne. Le 20 mai 1800, le Cormorant est détruit au large de Damiette en raison de cartes de navigation défectueuses. Contrairement aux usages de la guerre, le capitaine Boyle est resté enfermé pendant près de trois mois. Ayant recouvré sa liberté, il est acquitté pour la perte de son navire.

### Guerres Napoléoniennes
Au printemps 1803, Boyle reçoit le commandement de la frégate de 32 canons HMS Seahorse et croise en Méditerranée, où il est activement employé sous Nelson. Le 11 juillet 1804, trois bateaux de Seahorse ont pris part à une action contre douze canapés français, dont la plupart d'entre eux chargés de cargaison, se trouvant à La Vandour, dans la baie de Hyères. La plupart des navires français sont incendiés par les frégates britanniques HMS Seahorse, HMS Maidstone et HMS Narcissus. En janvier 1805, Lord Nelson, au mouillage dans le port de Madalena, en Sardaigne, dépêche le HMS Seahorse et le HMS Active pour surveiller l'ennemi à Toulon. Boyle est fréquemment chassé par les navires français, mais exerce ses fonctions. Le 18 janvier 1805, l'hippocampe, alors qu'il naviguait avec le HMS Active le long de la côte française, est aperçu et poursuivi par toute la flotte française, mais leur échappe.
Le 4 mai 1805, alors qu'il navigue au large de la côte sud de l'Espagne, Boyle reçoit des informations selon lesquelles un convoi espagnol, principalement chargé par le gouvernement de poudre à canon pour les canonnières de Malaga, Ceuta et Algeciras, se trouve sur la côte. Il est resté près de la côte espagnole et, à 14 heures, le convoi est aperçu depuis le mât du Seahorse. À 5 heures de l'après-midi, Boyle observe que les navires espagnols ont pénétré dans San Pedro, un mouillage à l'est du cap de Gata, sous la protection d'un fort et de plusieurs goélettes. Il envoie son premier lieutenant, George Downie, et d'autres hommes de son équipage dans une cale pour monter à bord des navires. Couvert par l'incendie de l'hippocampe, Downie est monté à bord d'un brick espagnol, chargé de 1170 quintaux de poudre.

### Dernières années de service
À l'été 1805, Boyle prend le HMS Amfitrite, une frégate espagnole, et retourne en Angleterre. Son dernier service en mer a lieu en mai 1806, lorsqu'il est nommé au commandement du HMS Royal William, navire amiral de l'amiral Sir George Montagu à Spithead, et en conserve le commandement jusqu'en juin 1809, date à laquelle il succède au capitaine George Henry Towry comme commissaire des transports. Le contrôle du chantier naval de Sheerness lui est confié à l'été 1814. Quelque temps après, il est nommé par décret pour superviser la remontée des arriérés de comptes non vérifiés par le Conseil des transports au moment de sa dissolution, et il a par la suite obtenu un siège au Navy Board. En 1832, il est nommé Chevalier-Commandeur de l'Ordre des Guelfes de Hanovre et est fait chevalier le 3 décembre de la même année. Il est promu contre-amiral sur la liste des retraités le 22 juillet 1830, mais en 1840 est rétabli sur la liste active et promu au rang de vice-amiral en novembre 1841. Lors du recensement de 1841, il vivait à Marine Parade, Brighton.

## Mariage et descendance
Le 16 avril 1799, il épouse Caroline Amelia Poyntz, une fille de William Poyntz de Midgham House dans la paroisse de Thatcham, Berkshire. Le domaine de Midgham est acheté par Stephen Poyntz (1685-1750), un diplomate né à Cornhill dans la ville de Londres. Avec sa femme, il a 3 fils et 3 filles, dont Mary Louisa Boyle (1810-1890), une romancière populaire.